# Jørgen Beck
Jørgen Beck (* 13. Dezember 1914 in Roskilde; † 5. Oktober 1991) war ein dänischer Schauspieler.

## Leben
Jørgen Beck gab sein Debüt als Berufsschauspieler 1944 bei Knud Pheiffer in der Casinorevyen. Er spielte an den meisten der Kopenhagener Privattheater, vor allem am Folketeatret, und war an mehreren Theatertourneen durch Dänemark beteiligt. Vor der Kamera spielte er unter anderem Nebenrollen in vier Filmen der Olsenbande sowie in einigen Folgen der Fernsehserie Oh, diese Mieter, in den letzten drei Staffeln in einer wiederkehrenden Rolle als Postbote. Er wirkte in mehr als 70 Film-und-Fernsehproduktionen mit.
Seine Grabstätte befindet sich auf dem Frue-Kirkegard in Roskilde.

## Filmografie
- 1945: Man elsker kun een gang
- 1950: Op og ned langs kysten
- 1951: Mød mig på Cassiopeia
- 1952: Rekrut 67 Petersen
- 1956: Hvad vil De ha'?
- 1956: Den kloge mand
- 1958: Den skårede krukke (Fernsehfilm)
- 1958: Don Ferdinand (Fernsehfilm)
- 1958: 6-dagesløbet
- 1958: Pigen og vandpytten
- 1959: Pas på malingen (Fernsehfilm)
- 1959: Bunbury (Fernsehfilm)
- 1959: Kærlighedens melodi
- 1959: De sjove år
- 1959: Vi er allesammen tossede
- 1962: Det tossede Paradis
- 1962: Weekend
- 1963: Vi har det jo dejligt
- 1963: Sikken familie
- 1963: Hvad med os?
- 1964: Når enden er go'
- 1964: Ægget (Fernsehfilm)
- 1965: Krista (Fernsehfilm)
- 1966: Flagermusen
- 1966: Utro
- 1966: Slap af, Frede
- 1966: Es war einmal ein Krieg (Der var engang en krig)
- 1967: Jeg er sgu min egen
- 1968: Man skal ingenting forsværge (Fernsehfilm)
- 1968: Farvel Thomas (Fernsehfilm)
- 1968: De røde heste
- 1969: Anatol (Fernsehfilm)
- 1969: Manden der tænkte ting
- 1970: Premiere (Fernsehfilm)
- 1970: Smuglerne (Fernsehserie; Episodenrolle)
- 1971: Ballade på Christianshavn
- 1971: Erotik (Fernsehfilm)
- 1971: Tjærehandleren
- 1972: Die Olsenbande und ihr großer Coup (Olsen-bandens store kup)
- 1972: Manden på Svanegården
- 1972: Livsens Ondskab (Fernsehserie)
- 1972–1977: Oh, diese Mieter (Huset på Christianshavn; Fernsehserie; 10 Episoden)
- 1973: Fru Geesches frihed (Fernsehfilm)
- 1973: På´en igen Amalie
- 1975: Spild og service (Fernsehfilm)
- 1975: Ellens sang (Fernsehfilm)
- 1975: Kun sandheden
- 1975: Die Olsenbande stellt die Weichen (Olsen-banden på sporet)
- 1975: John, Alice, Peter, Susanne og lille Verner (Fernsehserie; Episodenrolle)
- 1976: Helte dør aldrig (Fernsehfilm)
- 1976: Affæren i Mølleby
- 1977: Die Olsenbande schlägt wieder zu (Olsen-banden deruda’)
- 1977: Skytten
- 1978: En by i provinsen (Fernsehserie; Episodenrolle)
- 1978: Ludvigsbakke (Fernsehmehrteiler)
- 1978: Die Olsenbande steigt aufs Dach (Olsen-banden går i krig)
- 1978: Vil du se min smukke navle?
- 1979: Die Leute von Korsbaek (Matador, Fernsehserie; Episodenrolle)
- 1979: Sanct Hansaften-spil (Fernsehfilm)
- 1979: Laß uns zuerst tanzen (Skal vi danse først?)
- 1980: Sparekassen (Fernsehfilm)